# Quodvultdeus
Quodvultdeus  (Cartago, final do século IV - Nápoles, 454), era bispo e santo berbere, bispo de Cartago na época da invasão dos vândalos de Genserico e depois refugiado em Nápoles. Ele é reverenciado como um santo pela Igreja Católica.

## Hagiografia
Há poucas notícias de sua juventude. Nascido na África, quase certamente em Cartago, ele foi ordenado diácono por volta de 421 por Agostinho de Hipona, a quem escreveu duas cartas, uma das quais para pedir que ele escrevesse um trabalho sobre heresias. Agostinho então escreveu De Hæresibus e o dedicou a Quodvultdeus. O estudioso alemão Kappelmacher argumenta, no entanto, que o diácono Quodvultdeus, que enviou duas cartas a Agostinho, poderia não ser identificado com o bispo Quodvultdeus.
De cerca de 435 a 454, ele foi bispo de Cartago, mantendo seu título mesmo após o exílio de 439 até sua morte. Ele criticou duramente os cristãos que se deixavam fascinar mais por espetáculos como o circo do que pelas obras e exemplos dos santos e mártires de sua época, atribuindo a calamidade daquela região a um castigo de Deus por esse engano.
Quando Cartago caiu nas mãos dos vândalos em 439, Quodvultdeus se recusou a aderir ao arianismo, professado pelo rei dos vândalos Genserico, e por esse motivo ele foi forçado ao exílio com o clero leal a ele, incluindo São Gaudioso. Eles embarcaram em navios fora de uso, sem remos e velas e, de forma considerada milagrosa, chegaram a Nápoles, onde entre 445 e 451 ele escreveu o Liber promissionum et prædicatorum Dei e participou da luta contra o pelagianismo, auxiliando ao bispo São Nostriano. Ele converteria dezenas de godos arianos à ortodoxia durante sua vida.
Ele morreu em Nápoles, provavelmente em 24 de outubro de 454, que foi a data da ordenação de seu sucessor Deográcias e foi enterrado nas catacumbas de São Januário, em Capodimonte.

## Obras
Sobreviveram 12 sermões aos nossos dias:
- Três De symbolo ("No Credo")
- Dois De tempore barbarico ("Nos tempos bárbados")
- Dois De accedentibus ad gratiam ("Sobre a abordagem da graça")
- Adversus quinque hæreses ("Das Cinco Heresias")
- De cataclismo ("Do catacllismo")
- De ultima quarta feria ("Da última Quarta-feira")
- De cantico novo ("Do cântico novo")
- Contra iudæos, paganos et arrianos ("Contra Judeus, Pagãos e Arianos")

Ele também escreveu:
- Liber promissionum et prædicatorum Dei ("Livro de promessas e previsões de Deus")

## Culto
O Martirológio romano fixa a sua memória litúrgica em 19 de fevereiro.
Nas catacumbas de São Januário em Capodimonte, onde ele foi enterrado, Quodvultdeus é retratado em um mosaico de tumbas na chamada "Cripta dos bispos".